# Alain Pérez
Alain Pérez Rodríguez (* 20. April 1977 in Trinidad) ist ein kubanischer Musiker (E-Bass, Gesang, Komposition, auch Keyboards) und Musikproduzent. Er ist sowohl im Bereich des Latin Jazz als auch der Weltmusik, insbesondere im Flamenco, aktiv.

## Leben und Wirken
Pérez wuchs in Manaca Iznaga, einer Kleinstadt in der Provinz Sancti Spíritus auf, wo er zunächst vom Vater musikalisch ausgebildet wurde. Bereits mit acht Jahren begann er als Sänger in der Kindergruppe Cielito Lindo aufzutreten. Ab dem elften Lebensjahr wurde er am örtlichen Konservatorium in Musiktheorie, klassischer Gitarre und Klavier unterrichtet, um sein Studium mit den Fächern klassische und elektrische Gitarre und Dirigat in Havanna an der Escuela Nacional de Música fortzusetzen, wo er 1996 mit Bestnote abschloss. Chucho Valdés entdeckte ihn noch während des Studiums; mit ihm spielte er, zunächst als Keyboarder, beim Jazz Plaza Festival, 1998 auch auf Aufnahmen für Blue Note Records. 1994 arbeitete er als Pianist und Sänger bei Irakere, um dann bei Issac Delgado als Bassist zu wirken, mit dem er fünf Alben einspielte und für den er den Hit La sandunguita (2014) schrieb.
Seit 1997 war Pérez zudem der Arrangeur und Bassist von Celia Cruz, mit der er die Grammy-nominierten Alben Siempre viviré und Regalo del Alma einspielte. Nach mehreren Tourneen ließ er sich in Madrid nieder. Aufgrund seines Interesses für den Flamenco begann er mit Niño Josele zu spielen (die Zusammenarbeit ist auf zwei Alben dokumentiert), dann auch mit Enrique Morente. Er nahm auch mit Diego El Cigala, Josemi Carmona, Estrella Morente, Jorge Pardo, Javier Colina und Concha Buika auf. Zehn Jahre lang gehörte er zum Ensemble von Paco de Lucia, mit dem er das Album Cositas Buenas aufnahm und international auftrat. Auch ist er Mitglied des in Europa tourenden Quartetts von Jerry Gonzalez. Als Musikproduzent ist er für das Album CuCu Diamantes von Andrés Levin verantwortlich, das 2015 für einen Latin Grammy nominiert wurde.

## Diskographische Hinweise
- En el Aire (Ayya 2005, mit Pepe Rivero, Iván Melón Lewis, Javier Caramelo Massó, Georvis Pico, Kiki Ferrer, Pepe Espinosa, Carlos Sarduy, Román Filiú, Inoidel Gonzalés)
- Hablando con Juana (Black Lion 2014)
- Alain Pérez Septeto Tradicional El alma del Son: Tributo a Matamoros (Warner 2015, nominiert für einen Latin Grammy)